# آلگوما (اورگن)
آلگوما، اورگن (به انگلیسی: Algoma, Oregon) یک منطقهٔ مسکونی در ایالات متحده آمریکا است که در Klamath County واقع شده‌است.

## خصوصیات
آلگوما ۱٬۲۶۴٫۹۴ متر بالاتر از سطح دریا واقع شده‌است.